# Леру, Робер
Робер Леру (фр. Robert Leroux; род. 22 августа 1967, Касабланка, Касабланка) — французский фехтовальщик-шпажист, чемпион мира, призёр Олимпийских игр. Женат на олимпийской чемпионке Валери Барлуа.

## Биография
Родился в 1967 году в Касабланке (Марокко). В 1991 году стал серебряным призёром чемпионата мира. В 1992 году принял участие в Олимпийских играх в Барселоне, но там французские шпажисты стали лишь 4-ми. В 1993 году вновь стал серебряным призёром чемпионата мира. На чемпионате мира 1994 года стал обладателем золотой медали. В 1995 году завоевал две серебряные медали чемпионата мира. В 1996 году стал обладателем бронзовой медали Олимпийских игр в Атланте в командном первенстве, а в личном зачёте стал 12-м. В 1997 году завоевал бронзовую медаль чемпионата мира.